# Warren Tay
Warren Tay (ur. 1843 w Yorkshire, zm. 15 maja 1927 w Croydon) – brytyjski lekarz okulista i chirurg.
Od 1868 do 1907 praktykował w Hospital for Skin Disease w Blackfriars. Od 1869 członek Royal College of Surgeons. W 1881 jako jeden z pierwszych  opisał objawy oczne w przebiegu choroby, znanej dziś jako choroba Taya-Sachsa. W 1874 opisał obraz dna oka w przebiegu starczego zwyrodnienia plamki.
Miał zaćmę i nie widział na jedno oko. Jego pasją było kolarstwo, przyjaciele opisywali go jako "chodzącą encyklopedię medycyny".